# Langer Eugen
Langer Eugen (známý také jako UN-Hochhaus) je výšková budova v městské části Gronau německého města Bonn. Byla poostavená v letech 1966–1969. Od rekonstrukce v roce 2006 zde sídlí jedenáct organizací OSN a proto je Součástí UN-Campusu.
Budova je 114 m vysoká a disponuje 31 nadzemními a 3 podzemními patry. Je nejvyšší budovou Německa, jejíž konstrukce je zejména z oceli. Nejvyšší budovou města byla do roku 2002, kdy byl dokončen mrakodrap Post Tower. Dnes je na druhém místě.